# Ludwig B
Ludwig B (яп. ルードヴィヒ・B, Rudovihi B) — японська манґа, написана та проілюстрована Осаму Тедзукою, яка є біографічною адаптацією раннього життя композитора Людвіга ван Бетховена. Вона зосереджується на боротьбі та пристрастях Бетховена в юності, включаючи його погіршення слуху, стосунки з жорстоким батьком-алкоголіком і самовираження через музику. Манґа почалася в червні 1987 року з наміром охопити весь творчий шлях Бетховена до його зрілості, але була перервана через смерть Тедзуки в 1989 році.

## Сюжет
Історія починається у Відні з народження Франца Кройцштайна — юнака, який присягається ненавидіти всіх на ім’я «Людвіг», оскільки крик павича з таким ім’ям став причиною смерті його матері. У 1770 році в Бонні, Німеччина, народжується Людвіг ван Бетховен. Малого Бетховена батько нещадно змушує вправлятися в грі на фортепіано, сподіваючись знайти багатого аристократа, який став би покровителем родини. Шестирічний Бетховен здобуває визнання, тоді як його батько дедалі глибше занурюється в алкоголізм. Під час перебування в Бонні юний Людвіг зустрічається з Францом Кройцштайном, і це закінчується спалахом люті Франца — він вдаряє Людвіга по вуху, що призводить до глухоти хлопчика.
Незважаючи ні на що, Людвіг наполегливо продовжує вдосконалюватися в музиці, що зрештою приводить його до короткого навчання під керівництвом старшого Вольфганга Амадея Моцарта, після чого він повертається додому. Незважаючи на численні труднощі — алкоголізм батька, короткий роман із прекрасною аристократкою та події французьких революційних воєн — Людвіг не припиняє шліфувати свій талант. Після того, як йому вдається здобути наставництво славетного композитора Йозефа Гайдна, Людвіг невпинно прямує до музичної величі.

## Виробництво
Після успіху свого десятирічного проєкту Buddha Тедзука надихнувся на створення епічної біографічної роботи, присвяченої Бетховену. Після того як Міністерство закордонних справ Японії направило його на конференцію в Нансі, Франція, Тедзука скористався нагодою відвідати інші частини Європи. Під час цієї подорожі він побував у Відні та відвідав численні меморіальні місця, присвячені Бетховену, зокрема його колишню кімнату, де Тедзука торкнувся фортепіано самого композитора.